# Felices los 4
"Felices los 4" je píseň kolumbijského zpěváka Malumy z jeho třetího studiového alba, F.A.M.E. (2018). Bylo vydáno labelem Sony Music Latin dne 21. dubna 2017 jako hlavní singl alba. Skladbu napsaly Maluma, Servando Primera, Mario Cáceres a Miky La Sensa, a produkoval Rude Boyz. Salsa verze písně s Marcem Anthonym a produkovaná Sergiem Georgem byla vydána 7. července 2017. Do hitparády Billboard Hot 100 vstoupil na 48. pozici, píseň se v hitparádě udržela dvacet týdnů.

## Videoklip
Režisér videoklipu byl Jessy Terrero, režíroval původní i salsa verzi.
Video zachycující milostný trojúhelník mezi Malumou, vdanou ženou, kterou hraje herečka a modelka Natalia Barulichová a jejího manžela, ztvárnil Wilmer Valderrama. Dne 5. května 2017 obdržel zpěvák certifikaci Vevo, protože video se během prvních 24 hodin stalo nejsledovanějším videem na světě.
Ke květnu 2020 bylo video zhlédnuto více než 1,6 miliardkrát.
Hudební video k salsové verzi písně s americkým zpěvákem Marcem Anthonym bylo vydáno 11. srpna 2017 a natáčeno bylo v Miami.

## Seznam skladeb
- Digitální stahování

1. "Felices los 4" – 3:49

- Digitální stahování / EP

1. "Felices los 4" – 3:49

1. "Felices los 4" (Pop Version) – 3:34

1. "Felices los 4" (Urban Version) – 3:44

1. "Felices los 4" (Banda Version) – 3:50

- Digitální stahování / Salsa Verze

1. "Felices los 4" (featuring Marc Anthony) – 4:02

## Úspěchy
| Hitparáda (2017)                    | Pozice |
| ----------------------------------- | ------ |
| Argentina                           | 1      |
| Argentina Digital                   | 1      |
| Bolívie                             | 1      |
| Brazilie                            | 54     |
| Kanada                              | 87     |
| Chile                               | 1      |
| Kolombie                            | 2      |
| Kostarika                           | 4      |
| Dominikanská republika              | 1      |
| Ekvádor                             | 1      |
| Francie                             | 35     |
| Guatemala                           | 3      |
| Italie                              | 48     |
| Latinská Amerika                    | 1      |
| Mexiko                              | 1      |
| Panama                              | 2      |
| Paraguay                            | 1      |
| Peru                                | 1      |
| Romania                             | 1      |
| Španěsko                            | 2      |
| Uruguay                             | 3      |
| US Billboard Hot 100                | 48     |
| US Hot Latin Songs (Billboard)      | 2      |
| US Latin Airplay (Billboard)        | 1      |
| US Latin Rhythm Airplay (Billboard) | 1      |

| Hitparáda (2017)               | Pozice |
| ------------------------------ | ------ |
| Argentina                      | 4      |
| Mexiko                         | 3      |
| Portugalsko                    | 7      |
| Rumunsko                       | 27     |
| US Hot Latin Songs (Billboard) | 4      |
| Hitparáda (2018)               | Pozice |
| US Hot Latin Songs (Billboard) | 50     |

| Stát                   | Certifikace                       | Prodejnost |
| ---------------------- | --------------------------------- | ---------- |
| Argentina (CAPIF)      | 3x Platinová deska                | 60,000     |
| Francie                | Zlatá deska                       | 75 000     |
| Italie                 | 2x Platinová deska                | 100,000    |
| Kanada                 | Platinová deska                   | 80,000     |
| Mexiko                 | 2x Diamantová deska + Zlatá deska | 630 000    |
| Polsko                 | Platinová deska                   | 20 000     |
| Portugalsko            | Platinová deska                   | 10 000     |
| Španělsko (PROMUSICAE) | 6 x Platinová deska               | 240 000    |
| Švýcarsko              | Zlatá deska                       | 10 000     |
| Spojené státy          | 29× Platinová deska (Latin)       | 1 740 000  |

## Historie vydání
| Region | Datum            | Format                                                    | Label      |
| ------ | ---------------- | --------------------------------------------------------- | ---------- |
| Různě  | 21. dubna 2017   | Digitální stahovaní                                       | Sony Latin |
| Různě  | 26 May 2017      | Digitální stahovaní (EP edition (Extended play)           | Sony Latin |
| Různě  | 7. července 2017 | Digitální stahovaní (Salsa Verze, featuring Marc Anthony) | Sony Latin |